# Marketing de influência

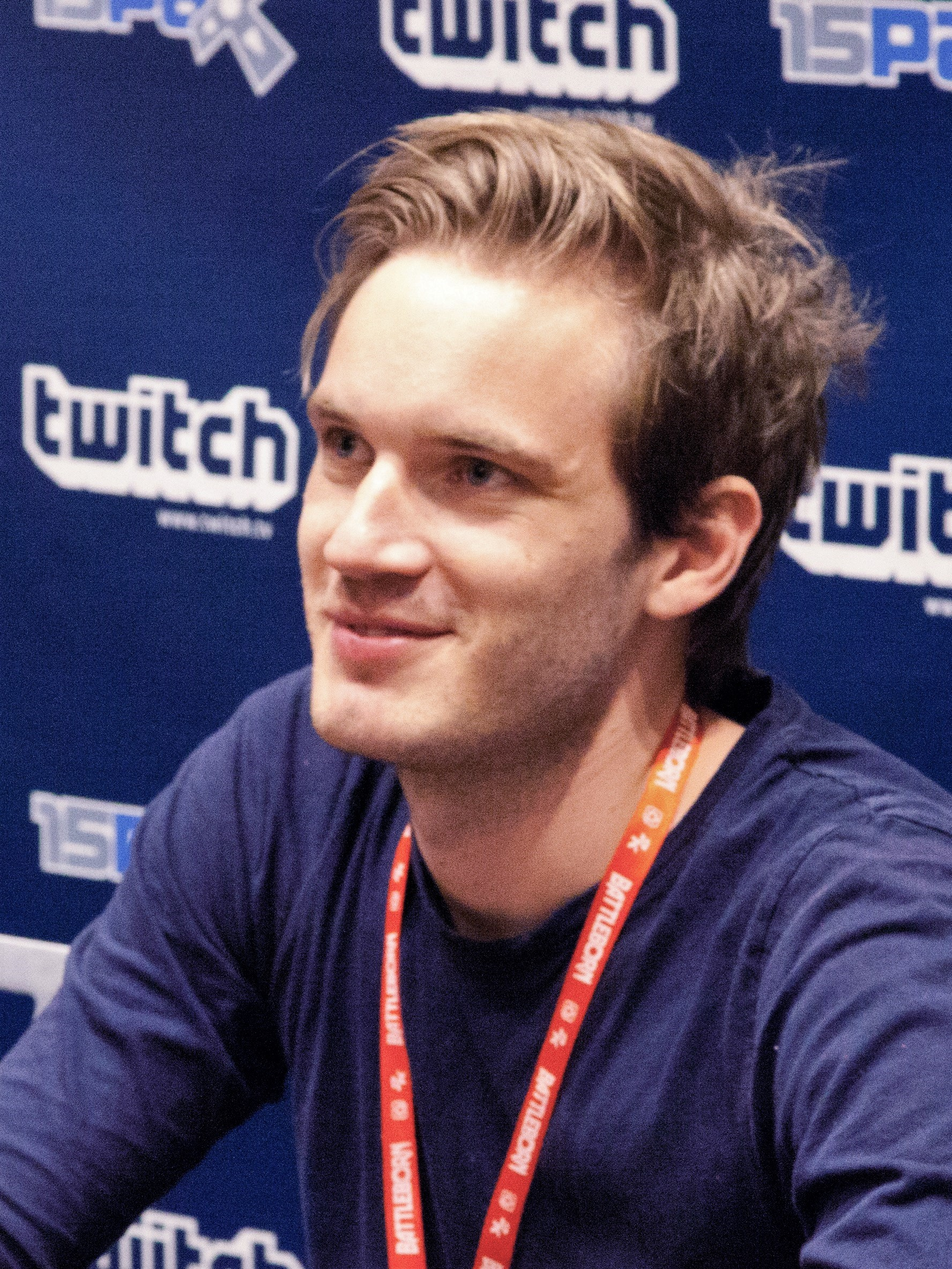
PewDiePie já foi o youtuber com o maior número de inscritos da plataforma YouTube.

Marketing de influência é uma estratégia que ocorre por meio de plataformas digitais, como Instagram, YouTube, TikTok e LinkedIn.
O marketing de influência é uma abordagem de marketing que consiste em praticar ações focadas em indivíduos que exerçam influência ou liderança sobre potenciais clientes de uma marca. Como benefício, os influenciadores interferem nas decisões de compra dos clientes a favor de uma determinada marca. Isso acontece porque os influenciadores estabelecem uma relação de confiança com seus públicos. 
É uma forma de operação utilizada no marketing digital e trabalha com influenciadores digitais de diferentes perfis que integram a estratégia de comunicação das marcas.
Só em 2023, os investimentos voltados ao marketing de influência no mundo foram de US$ 34 bilhões, quantia 17% maior do que a registrado em 2022, segundo estudo feito pela PQ Media.

## Conteúdo
O mais importante para esses influenciadores digitais formarem o seu público é o conteúdo que eles produzem. Alguns contêm um conteúdo no completamente original, já os demais desenvolvem um formato parecido com o de outros influenciadores, mas com uma abordagem distinta.
- Jogos: é um dos conteúdos mais numerosos, pois a categoria se estende a gameplays, recomendações, avaliações, novidades e curiosidades sobre jogos.
- Fitness: a categoria promove hábitos saudáveis, dicas de alimentação, autoestima, motivação e exemplifica alguns exercícios físicos.
- Culinária: mostra a confecção de receitas e técnicas culinárias.
- Jornalismo: promove a disseminação de notícias, opiniões e debates, é considerado jornalismo cívico, pois nem sempre a pessoa é jornalista propriamente dito.
- Moda e beleza: é focado em oferecer dicas de moda, beleza e estilo.
- Entretenimento e humor: é a área mais vasta e mais procurada entre os jovens, pois tem diversos formatos como vlogs, resenhas, FAQs (perguntas frequentes) e inúmeras outras se enquadram nessa categoria.
- Conhecimentos gerais: aborda temas mais sérios, envolvendo pesquisa, e oferece conhecimento ao público.
- Esportes: trata de noticias, resenhas ou promove a prática de esportes.

## Mudanças na sociedade virtual
A chegada dessas pessoas que ganharam destaque nas redes sociais trouxe algumas mudanças na forma com que o conteúdo na internet é adquirido, pois atualmente já é bastante comum a disseminação de informações e opiniões oriunda de pessoas que contêm uma maior influência. Essas informações, vez ou outra, podem se mostrar falsas ou provenientes de fontes duvidosas e, como alguns usuários não verificam a veracidade das informações, muito conteúdo equivocado acaba sendo massificado. Hoje, as novas gerações vêm trocando o uso da televisão e de outros meios de acesso a informação pelo acesso à internet, tornando o problema da confiabilidade das informações recebidas um pouco maior.
Os influentes digitais são os atuais responsáveis por ditar novas tendências e costumes, e seus fãs, como acompanham suas vidas, passam a reproduzir o estilo e gostos de seus ídolos e isso causa uma alteração na forma com que os seus seguidores interagem entre si. Como cada influenciador é especializado em uma área e um seguidor pode ser influenciado por vários influenciadores com temáticas diferentes ao mesmo tempo, seja ela de jogos, moda, política, fitness, entre outros, faz com que um usuário possa em um mesmo espaço pertencer a vários grupos distintos ao mesmo tempo.
Outro conceito que veio bastante atrelado ao aparecimento desse novo grupo de desenvolvedores de conteúdo para a internet foi o de viralizar, palavra essa que descreve algum conteúdo que ganhou bastante repercussão nas redes sociais. A viralização é algo que pode originar um novo influente digital, pois cada postagem que viralizou teve um enorme número de visualizações e causou interesse no grande público.

## Marketing
O marketing, oriundo da palavra em inglês market, não contém uma data precisa de surgimento, mas acredita-se que o marketing existe desde as primeiras trocas e vendas realizadas por civilizações antigas, entretanto o marketing passou a ser estudado como uma área da ciência após o final da Segunda Guerra Mundial.
A internet surgiu em 1960 para fins militares norte-americanos e por volta de 1980 a internet moderna se popularizou, contudo foi só em 2004 com a web 2.0 que o marketing digital passou a querer juntar o nome de suas empresas ao conteúdo digital.
Com o aumento do público alcançado por esses influenciadores digitais e uma redução na procura por outras mídias, os profissionais de marketing observaram uma oportunidade de negócio. Esses novos produtores de conteúdo já obtêm o canal de comunicação e já possuem um público caracterizado de acordo com o conteúdo produzido, de forma que o produto seja visualizado por alguém que já tem um perfil potencialmente adequado a consumir o produto.
Atualmente, cerca de 80% do tráfego online está atrelado a algum tipo de influenciador. A internet também passou a desbancar o maior meio de comunicação, a televisão. Uma pesquisa feita pela IMS (Internet Media Services) aponta que cerca de 82% dos brasileiros consomem vídeos sob demanda e 73% assistem à TV aberta e mesmo os que assistem televisão assistem por menos tempo que os internautas.
O marketing de influência, como é denominado, é uma forma de marketing em que o foco é colocado em indivíduos-chave específicos em vez do mercado-alvo como um todo. Identifica os indivíduos que têm influência sobre potenciais compradores e orienta as atividades de marketing em torno desses influenciadores.
O conteúdo do Influenciador pode ser enquadrado como publicidade testimonial onde eles desempenham o papel de um potencial comprador, ou podem ser terceiros. Esses terceiros existem na cadeia de suprimentos (varejistas, fabricantes, etc.) ou podem ser chamados influenciadores de valor agregado (como jornalistas, acadêmicos, analistas do setor, consultores profissionais, etc.).
Redes sociais - como Facebook, Instagram, Twitter, blogs e outras - são usadas como plataformas para a produção de conteúdo. Como esses perfis têm grande influência junto ao seu público, se tornam fundamentais para seus seguidores no processo de decisão de compra.
No marketing de influência, os influenciadores digitais contribuem para criar uma ponte entre a marca e o público que eles influenciam. Dessa forma, a confiança e a proximidade que os seguidores têm com o influenciador contribuem para que estejam mais abertos à sugestões e dicas. A estratégia é vantajosa para as marcas, pois ajuda tanto na aquisição de novos clientes quanto no processo de decisão de compra de produtos ou serviços. O marketing do influenciador tende a ser dividido em duas subpráticas: marketing de influenciadores e marketing de influenciadores pagos. O marketing adquirido decorre de relacionamentos não remunerados ou preexistentes com influenciadores ou conteúdo de terceiros que é promovido pelo influenciador para promover seu próprio crescimento social pessoal. As campanhas de marketing influenciadas pagas podem assumir a forma de patrocínio, publicidade pré-roll ou mensagens de testemunho e podem aparecer em qualquer ponto do conteúdo. Os orçamentos variam amplamente e geralmente são baseados no alcance da audiência.
Em termos de mercado, para analisar o influenciador digital com fins profissionais, é importante avaliar uma série de requisitos técnicos, a começar por três itens básicos que podem ser considerados a base do marketing de influência: alcance, relevância e ressonância.
Pesquisas indicaram que 71% dos internautas brasileiros afirmaram seguir algum influenciador digital. Esse número sobe para 81% entre os jovens de até 19 anos. 73% dos entrevistados que seguem algum influenciador afirmaram que já compraram algum produto ou serviço por indicação de um influenciador digital.

### Macroinfluenciadores
Macroinfluenciadores são perfis que contabilizam milhares de seguidores e um grande alcance nas redes sociais. Tendem a ter um alto custo para expor marcas e, por serem muito procurados, costumam promover ações menos personalizadas, já que contam com uma alta demanda.

### Microinfluenciadores
Microinfluenciadores são perfis menores com até 100 mil seguidores, vistos como pequenos quando comparados aos macro. São mais nichados e são uma opção para as marcas alcançarem resultados qualitativos com um custo menor.

### Nanoinfluenciadores
São perfis com um número bem menor de seguidores. No entanto, como diferencial, permitem parcerias mais humanizadas e econômicas. Além disso, podem influenciar um círculo restrito e qualificado de consumidores potenciais, pois interagem com pessoas muito próximas.

### Como os influenciadores digitais se conectam com as marcas
Hoje as marcas têm a possibilidade de utilizar o marketing de influência como estratégia de comunicação. E, para isso, há plataformas que atuam fazendo a ponte entre influenciadores e empresas para ações pontuais ou mesmo parcerias. Existem empresas que agenciam os influenciadores digitais, como a CBB Digital e a Aloha Influencer. E há também empresas que intermediam campanhas, como a Influu e a Squid, por exemplo. As plataformas que conectam marcas e influenciadores digitais atuam dos dois lados: com os influenciadores - intermediando valores, quantidade e formato de posts, deadlines - e com as marcas - avaliando perfis, entregando métricas e resultados.

## Outras mídias
Os influenciadores digitais têm um público tão sólido e numeroso quanto as outras mídias, que de certa forma afetadas pelo crescente acesso à internet, passaram a convidá-los para fazerem participações em seus produtos. O mercado editorial enxergou nos influenciadores digitais a oportunidade de alcançar a população jovem brasileira, a qual possui resistência ao hábito da leitura. São exemplos de livros bem sucedidos: Muito Mais Que Cinco Minutos, da youtuber Kéfera Buchmann, que vendeu mais de 300 mil cópias em 101 dias, e Eu Fico Loko, do youtuber Christian Figueiredo, vendendo 172 mil cópias. 